# Larrie Londin
Ralph Gallant "Larrie Londin" (15. oktober 1943 i Virginia – 24. august 1992 i Nashville, Tennessee, USA) var en amerikansk trommeslager.
Londin spillede et bredt spektre af stilarter, men var mest benyttet som country trommeslager. Han spillede også med Elvis Presley i dennes sidste periode.
Londin har spillet med bl.a. Emmylou Harris, The Supremes, The Temptations, The Four Tops, Jerry Lee Lewis, Lionel Richie, Dolly Parton, Merle Haggard, Chet Atkins, Michael McDonald, B.B. King, Hank Williams, Adrian Belew, Charlie Pride og Hank Snow etc.

## Eksterne links og kilder
- Larry Londin på drummerworld.com